# Super Bowl XXXIX
Super Bowl XXXIX (39) blev afholdt 6. februar 2005 på Alltel Stadium i Jacksonville, Florida. Kampen var imellem New England Patriots og Philadelphia Eagles, og endte med en 24 – 21 sejr til New England Patriots.
WR Deion Branch blev kåret som kampens MVP.
| Sport | Spire Denne artikel om sport er en spire som bør udbygges. Du er velkommen til at hjælpe Wikipedia ved at udvide den. |